# Trešnjevac
Trešnjevac (húngaro: Oromhegyes; serbocroata cirílico: Трешњевац) es un pueblo de Serbia perteneciente al municipio de Kanjiža en el distrito de Banato del Norte de la provincia autónoma de Voivodina.
En 2011 tenía 1724 habitantes, casi todos étnicamente magiares.
Aunque se conoce la existencia de pequeñas aldeas en la zona en documentos del reino de Hungría desde 1271, el actual pueblo fue fundado a mediados del siglo XIX como lugar de refugio para partidarios de la fallida revolución húngara de 1848. La fundación del pueblo se hizo construyendo casas de forma irregular en un conjunto de parcelas rústicas, hasta formar en una sola década un pueblo de medio millar de habitantes.
Se ubica al oeste de la carretera 102, a medio camino entre Kanjiža y Senta.